# Ephedra przewalskii
Ephedra przewalskii (Ефедра Пржевальського) — вид голонасінних рослин класу гнетоподібних.

## Поширення, екологія
Країни проживання: Китай; Казахстан; Киргизстан; Монголія; Пакистан; Таджикистан; Узбекистан. Записаний від 300 м до 3800 м. Чагарник, зустрічається в сухих, піщаних місцях, стабілізованих пісках, гравійних рівнинах і на кам'янистих схилах. У рівнинних частинах ареалу може бути пов'язаний з Salsola arbusculiformis, Anabasis truncata, Arthrophytum betpakdalense, Nanophytum erinaceum, Haloxylon ammodendron.

## Використання
Стебла більшості членів цього роду містять алкалоїд ефедрин і відіграють важливу роль в лікуванні астми та багатьох інших скарг дихальної системи.

## Загрози та охорона
Немає серйозних загроз в цей час. Зразки були зібрані для збереження в рамках проекту Насіннєвого банку і дві колекції відомі з ботанічних садів. У своєму ареалі, зустрічається в багатьох охоронних територіях.
| Шишки секвоядендрону | Це незавершена стаття про голонасінні. Ви можете допомогти проєкту, виправивши або дописавши її. |